# زبان سیسیلی

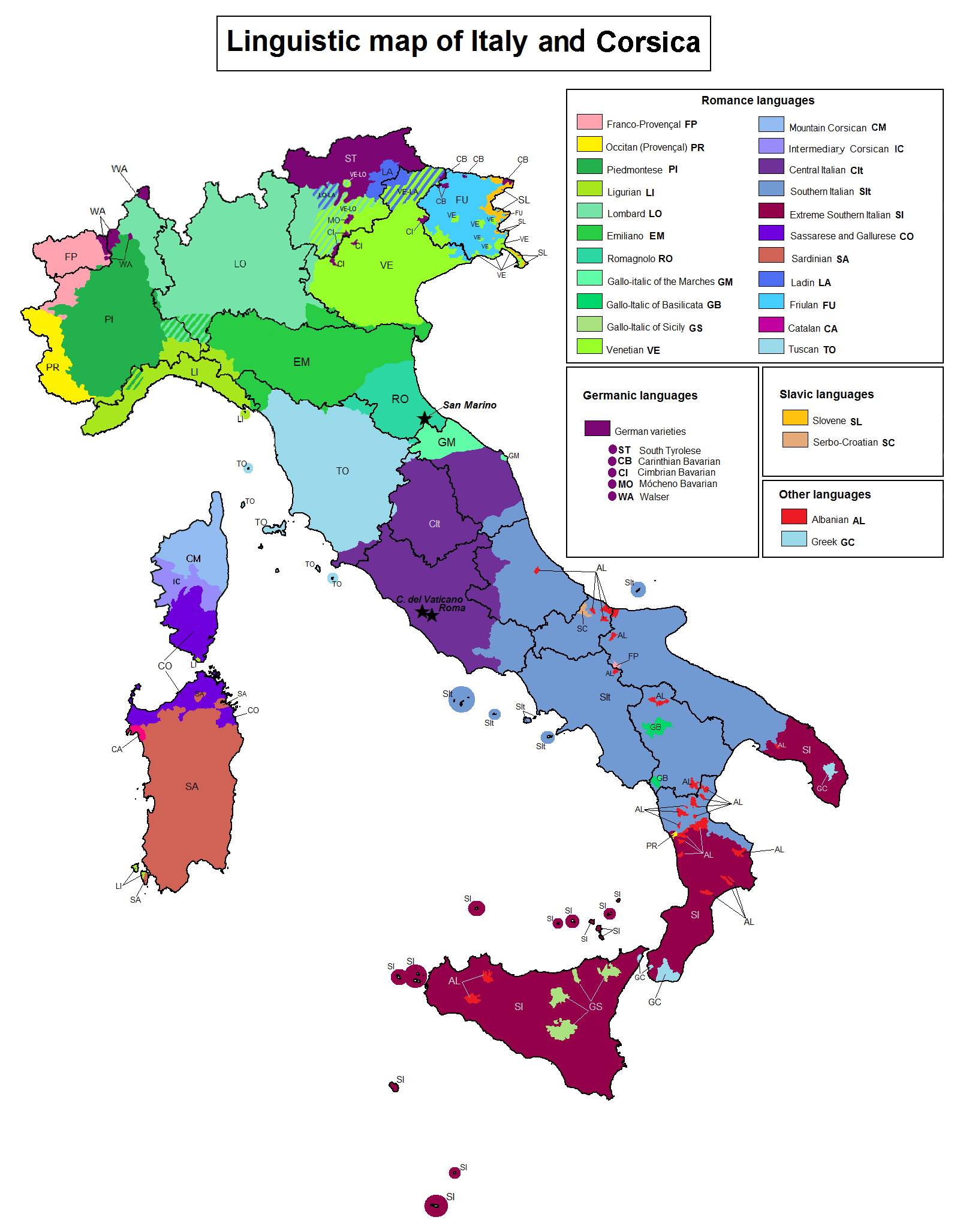
پراکندگی زبان‌ها در ایتالیا؛ مناطقی که در آن‌ها به زبان سیسیلی سخن گفته می‌شود، با رنگ بنفش مشخص شده‌است.

زبان سیسیلی یکی از زبان‌های رومی است که در بخش‌هایی از ایتالیا بدان سخن گفته می‌شود. این بخش‌ها شامل جزیرهٔ سیسیل و جزیره‌های پیرامون آن، جنوب و مرکز کالابریا، جنوب آپولیا و کامپانیا می‌شود.